# 登録
| ウィキペディアには「登録」という見出しの百科事典記事はありません（タイトルに「登録」を含むページの一覧/「登録」で始まるページの一覧）。 代わりにウィクショナリーのページ「登録」が役に立つかもしれません。 |